# Millésimes
Pour les articles homonymes, voir Millésime (homonymie).
Albums de Pascal Obispo
Welcome to the Magic World of Captain Samouraï Flower
(2009) Le Grand Amour
(2013)
Singles
1. Tu m'avais dit
Sortie : 12 décembre 2012
2. Comment veux-tu que je t'aime ?
Sortie : 2013

Millésimes est la première compilation de Pascal Obispo, sortie le 7 janvier 2013. 
Il est numéro un des ventes en France la semaine du 14 au 20 janvier 2013.

## Plages
| 1.  | Plus que tout au Monde         |  |
| 2.  | Tu vas me manquer              |  |
| 3.  | Où est l’élue                  |  |
| 4.  | Tombé pour elle                |  |
| 5.  | Tu compliques tout             |  |
| 6.  | Personne                       |  |
| 7.  | Il faut du temps               |  |
| 8.  | Lucie                          |  |
| 9.  | Où et avec qui tu m'aimes      |  |
| 10. | L'important c'est d'aimer      |  |
| 11. | Pas besoin de regrets          |  |
| 12. | Ce qu'on voit... Allée Rimbaud |  |
| 13. | Millésime                      |  |
| 14. | Fan                            |  |
| 15. | La Prétention de rien          |  |
| 16. | Rosa                           |  |
| 17. | Les Fleurs du bien             |  |
| 18. | Le Chanteur idéal              |  |

| 19. | Tu m'avais dit                                                        |  |
| 20. | Comment veux tu que je t'aime ?                                       |  |
| 21. | Le Drapeau                                                            |  |
| 22. | Idéaliste (Captain Samouraï Flower)                                   |  |
| 23. | Si je manquais de ta peau                                             |  |
| 24. | Les Meilleurs Ennemis (avec la participation de Zazie)                |  |
| 25. | Soledad (avec Luz Casal)                                              |  |
| 26. | Mourir demain (avec Natasha St-Pier)                                  |  |
| 27. | So Many Men (avec Youssou N'Dour)                                     |  |
| 28. | 1980 (avec Melissa Mars)                                              |  |
| 29. | Y'a pas un homme qui soit né pour ça (avec Florent Pagny et Calogero) |  |
| 30. | Nouveau Voyage (avec Baby Bash)                                       |  |
| 31. | Assassine (version concert)                                           |  |
| 32. | Sa raison d'être (en concert)                                         |  |
| 33. | Et un jour, une femme (en concert) (avec Florent Pagny)               |  |
| 34. | Allumer le feu (en concert) (avec Johnny Hallyday)                    |  |
| 35. | L'Envie d'aimer (en concert)                                          |  |